# Cadwallon ap Cadfan
Cadwallon ap Cadfan (mort în 634) a fost regele regatului Gwynedd din jurul anului 625 și până la moartea sa în luptă. Fiul și succesorul regelui Cadfan ap Iago, Cadwallon este cel mai bine cunoscut ca fiind Regele Britonilor care a invadat și a cucerit Regatul Northumbriei, învingându-l și ucigându-l pe regele ei, Edwin, înainte de a fi ucis chiar el în luptă de către Oswald al Northumbriei. Cucerirea sa a Northumbriei, pe care a continuat-o încă în jur de doi ani după moartea lui Edwin, l-a făcut ultimul briton care să fie stăpân asupra unor mari teritorii din estul Marii Britanii, până la ascensiunea Dinastiei Tudor. Din acel moment Cadwallon a fost tratat ca un erou de către britoni și ca un tiran de către anglo-saxonii din Northumbria.